# Arcediago

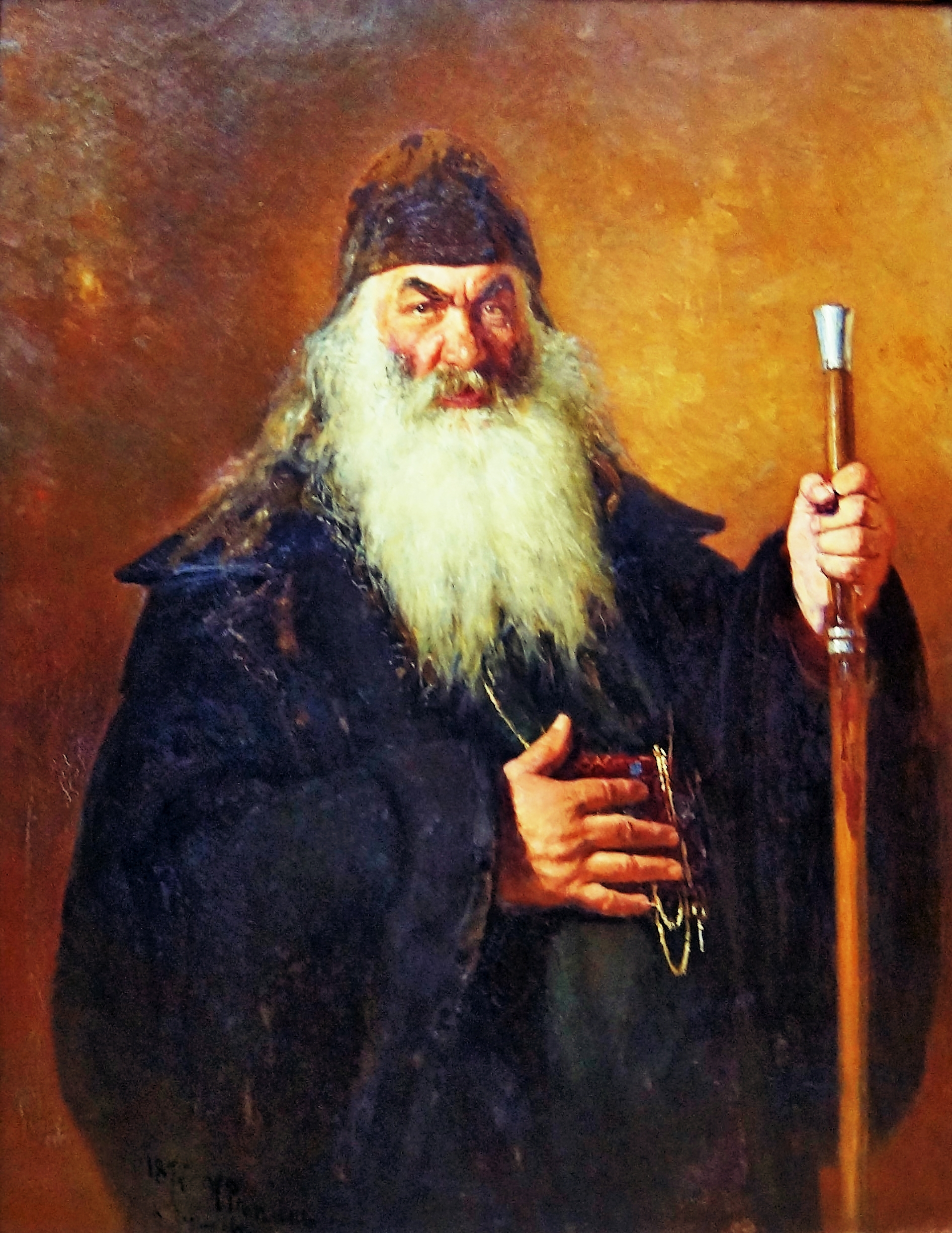
Arquidiácono. Pintura de Ilia Repin (1877)

Um arcediago ou arquidiácono (do grego, archidiákonos) é um vigário-geral encarregado, pelo bispo, da administração de uma parte da diocese. O termo é geralmente referido a um dignitário de um cabido (conjunto de cônegos). É uma posição sênior do clero na Igreja do Oriente, Igreja Católica Caldéia, Igreja Ortodoxa Siríaca, Comunhão Anglicana, Cristãos de São Tomás, Igrejas Ortodoxas Orientais e algumas outras denominações cristãs, acima da maioria do clero e abaixo de um bispo. Na Alta Idade Média, era a posição diocesana mais importante abaixo de um bispo na Igreja Católica Romana. Um arquidiácono é frequentemente responsável pela administração dentro de um arquidiaconado, que é a principal subdivisão da diocese. O Oxford Dictionary of the Christian Church definiu um arquidiácono como "um clérigo com uma autoridade administrativa definida delegada a ele pelo bispo no todo ou em parte da diocese". O ofício tem sido frequentemente descrito metaforicamente como o de oculus episcopi, o "olho do bispo".